# Oskar Kapp
Oskar Kapp (* 24. September 1912 in Fellbach; † 11. Dezember 1943 in Emden) war ein deutscher Fußballspieler.

## Karriere
Kapp gehörte als Torwart von 1933 bis 1940 dem VfB Stuttgart an, für den er in der Gauliga Württemberg, in einer von zunächst 16, später auf 23 aufgestockten Gauligen zur Zeit des Nationalsozialismus als einheitlich höchste Spielklasse im Deutschen Reich 50 Punktspiele bestritt. Während seiner Vereinszugehörigkeit gewann er zweimal die Gaumeisterschaft und nahm infolgedessen an der Endrunde um die Deutsche Meisterschaft 1934/35 teil. Kapp bestritt alle Spiele der Gruppe D sowie das am 2. Juni 1935 in Leipzig mit 4:2 gegen den VfL Benrath gewonnene Halbfinale. Das am 23. Juni 1935 in Köln angesetzte Finale gegen den FC Schalke 04 wurde in einer torreichen Begegnung mit 4:6 verloren.

## Persönliches
Kapp wuchs in einem sozialdemokratisch geprägten Elternhaus auf. Er war gelernter Schreiner und arbeitete später unter anderem als Kontrollarbeiter bei Bosch sowie als Lagerist. In der Weimarer Republik wurde er Mitglied des Reichsbanners Schwarz-Rot-Gold und war an Straßenschlachten beteiligt. Auch während der Zeit des Nationalsozialismus verteilte er heimlich Flugschriften für das Reichsbanner. Um einer Verhaftung zu entgehen, meldete sich Kapp 1940 freiwillig zur Kriegsmarine, in der er den Dienstgrad Obergefreiter erreichte. Nachdem er im Zweiten Weltkrieg durch mehrere Schiffbrüche mit Minensuchbooten eine Beinverletzung erlitten hatte, wurde er als Marineartillerist nach Emden versetzt. Dort spielte er in der 6. Marine-Artillerie-Abteilung als Torwart in der Fußballmannschaft ETV-Kriegsmarine. In Emden kam er am 11. Dezember 1943 bei einem Luftangriff ums Leben. Seine letzte Ruhestätte fand Kapp auf dem Kleinfeldfriedhof in Fellbach.

## Erfolge
- Zweiter der Deutschen Meisterschaft 1935
- Gaumeister Württemberg 1935, 1937